# عناصر مستوى فرعي p

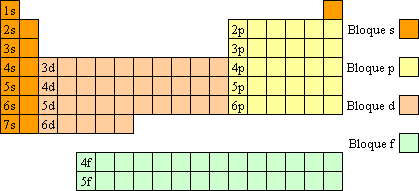

'عناصر المستوى الفرعي p هي عناصر مجموعات 13 إلى 18 في الجدول الدوري للعناصر فيما عدا الهيليوم. وفي الحالة العنصرية لعناصر المستوى الفرعي p، فإن الإلكترون الذي له أعلى طاقة يوجد في المدار p. عناصر المستوى الفرعي p تحتوى على كل اللا فلزات ما عدا الهيدروجين ، و أشباه الفلزات كما تحتوى أيضا على بعض الفلزات.
المجموعات الموجودة في المستوى الفرعي p هي :
- 13 (IIIB,IIIA): مجموعة بورون
- 14 (IVB,IVA): مجموعة كربون
- 15 (VB,VA): مجموعة نيتروجين
- 16 (VIB,VIA): الكالوجينات
- 17 (VIIB,VIIA): الهالوجينات
- 18 (Group 0): الغازات النبيلة

والمستوي الفرعي p 
يوجد به 3 أوربيتالات px py pz 
كل أوربيتال يحمل إلكترونين لا أكثر.

## موضوعات متعلقة
- المستويات الفرعية بالجدول الدوري.
  - عناصر المستوى الفرعي s
  - عناصر المستوى الفرعي d
  - عناصر المستوى الفرعي f
- الشكل الإلكتروني